# Görzke
Görzke é um município da Alemanha, situado no distrito de Potsdam-Mittelmark, no estado de Brandemburgo. Tem 75,21 km² de área, e sua população em 2019 foi estimada em 1.241 habitantes.